# Gophers (Bande)
Die Gophers waren eine kriminelle Vereinigung in New York von etwa 1890 bis 1920 und werden zu den fünf klassischen Banden der Stadt gezählt. Der Name stammt von einer Familie der Nagetiere ab, welche im Englischen als „Gopher“ und in der deutschen Sprache als Taschenratten bezeichnet werden.

## Territorium
Die Bande kontrollierte den mittleren Westen der Stadt etwa von der 14th Street zur 42nd Street und von der Seventh Avenue zur Eleventh Avenue – also mitten im berüchtigten Stadtteil Hell’s Kitchen von Manhattan, welcher sich von der 34th Street bis zur 57th Street erstreckt.
Da sie sich immer in Erdgeschossen und Kellern versammelten, nannten sie sich nach den Erdhörnchen Gopher bzw. nach den sogenannten Taschenratten, die in den USA ebenso genannt werden und auch unter der Erde leben. Hauptquartier war eine Kneipe an der Battle Row in der 39th Street zwischen Tenth Avenue und Eleventh Avenue.

## Geschichte
Der Anführer in der einflussreichsten Zeit der Bande war Mallet Murphy, der auch Betreiber der Kneipe an der Battle Row war. Sein Spitzname lautete Mallet, da er gerne einen Knüpfel als Waffe benutzte. Bandenmitglieder waren vornehmlich irischer Herkunft, 1907 wurde mit rund 500 Personen der Höchststand erreicht. Die Bande setzte sich aus einigen Untergruppen zusammen wie die Gorillas, Rhodes Gang, Parlor Mob, sowie den Frauengruppen Battle Row Ladies und dem Social and Athletic Club. Letzterer wurde auch Lady Gophers genannt und von Battle Annie angeführt.
Als weitere Anführer in der kurzen Geschichte der Bande sind Newburg Gallagher, Marty Brennan, Stumpy Malarkey, Goo Goo Knox, One Lung Curran und Happy Jack Mulraney zu nennen. Die Bande verbündete sich später mit den Hudson Dusters. Beide Banden konnten sich aber nicht gegen die italienischen Five Pointers und die jüdische Eastman Gang durchsetzen.

### Jack Zelig
Offenbar gerieten die Gophers 1908 unter die Kontrolle von Jack Zelig, der die größte Fraktion der Eastmans kontrollierte, nachdem sich diese Bande nach der Verhaftung von Monk Eastman 1904 zersplittert hatte.
Unruhestiftung, Straßenraub und Diebstahl bildeten zunächst die Hauptaktivitäten der Bande. Ähnlich wie die Hudson Dusters bedienten sie auch an den Frachtladungen der Eisenbahn.
Jack Zelig führte dann offensichtlich eine Preisliste ein, wie sie ursprünglich auch die Eastman Gang in ähnlicher Form hatte. Einfaches Zusammenschlagen kostete 1–10, ein Schuss ins Bein 1–25, einer in den Arm 5–25 US-Dollar. Bombenanschläge wurden für 5–20, Morde für 10–100 US-Dollar ausgeführt.

## Nachlass
Mitglied Owney Madden wurde später Partner von Dutch Schultz, der Manhattan beherrschte. Als Schultz ermordet wurde, fiel das Gebiet wieder an den Irischen Mob; insbesondere an Michael J. Spillane, dann aber 1957 an James „Jimmy“ Coonan mit seinen Westies. Sowohl Spillane als auch Coonan kooperierten mit der Gambino-Familie der Amerikanische Cosa Nostra.

## Mitglieder
- Battle Annie, „Queen of Hell's Kitchen“
- Art Biedler
- Marty Brennan
- Vincent „Mad Dog“ Coll (1908–1932); später Mitglied dann Gegner von Dutch Schultz und seiner Bande
- One Lung Curran († 1917)
- Edward Egan, „Eddie“
- Newburg Gallagher
- Chick Hyland
- Owney Madden (1891–1965), „The Killer“ – später Partner von Dutch Schultz
- Stumpy Malarkey
- Johnny McArdle
- William Mott, „Willie the Sailor“
- Jack Mulraney, „Happy Jack“
- Buck O’Brian
- Razor Riley
- Tony Romanello
- Bill Tammany